# Taal (wulkan)
Taal – czynny wulkan na Filipinach. Znajduje się na wyspie Luzon w prowincji Batangas, na jeziorze Taal. Obecnie aktywny stożek stanowi wyspę na jeziorze Taal i wystaje ponad 300 m nad lustrem wody. Samo jezioro jest wypełnioną wodą kalderą po gigantycznym wybuchu wulkanu ok. 100–500 tys. lat temu. Wewnątrz aktywnego stożka znajduje się mniejsza kaldera, także wypełniona wodą. Erupcja wulkanu z 1965 roku spowodowała śmierć 5 tys. osób. Mimo że Taal zaliczany jest do wulkanów aktywnych, jest jednak porośnięty roślinnością i zamieszkany (mimo oficjalnych zakazów). Jest też atrakcją turystyczną.
W styczniu 2020 roku miała miejsce erupcja, w efekcie której doszło do ewakuacji 45 tys. osób.